# بطل المسيح
بطل المسيح (باللاتينية: Athleta Christi) هو لقب أُطلق على عدد من الشهداء من الجنود المسيحيين الأوائل، كان من أبرزهم القديس سيباستيان (أمر الإمبراطور الروماني بصلبه حوالي سنة 288 م)، ثم اتخذ اللقب أبعادًا سياسية بدءًا من القرن الخامس عشر الميلادي.

## الاستخدام في العصور الوسطى
في القرن الخامس عشر الميلادي، بدأ استخدام لقب «بطل المسيح» من قِبَل البابا لأغراض سياسية، فمُنح لقادة الحروب التي كان البابا يعدها دفاعًا عن المسيحية، ومن أشهر هؤلاء:
- لايوش الأول ملك المجر، ومنحه اللقب البابا إينوسنت السادس.
- يوحنا هونياد النبيل المجري، ومنحه اللقب البابا بيوس الثاني.
- اسكندر بك الألباني، ومنحه اللقب كل من كاليستوس الثالث وبيوس الثاني وبولس الثاني ونيقولا الخامس.[1]
- شتيفان الكبير ملك البغدان (مولدوفا)، منحه اللقب البابا سيكتوس الرابع.